# ラ・セル＝サン＝クルー
ラ・セル＝サン＝クルー （La Celle-Saint-Cloud）は、フランス、イル＝ド＝フランス地域圏、イヴリーヌ県のコミューン。パリ16区ポルト・ドートゥイユから12km離れている。

## 地理
ラ・セル＝サン＝クルー市街は、南のヴェルサイユ平野を背後にしたドリオーヌ谷に主にある。サン＝ジェルマン＝アン＝レーの南東約8マイル、ヴェルサイユの北約6マイルに位置する。
市街は東部にあるエリゼ2（1963年完成の大規模集合住宅）や、南のボールガール地区のような建築群で高度に都市化されている。しかし南部と西部には広域な森林が保存されている。

## 歴史
ラ・セルの名が最初に現れるのは697年、サン＝ジェルマン＝デ＝プレ修道院の死亡記事においてで、村の名はCella fratrumとされていた。7世紀以降、村は上記の修道院の領地であった。846年にはヴァイキングが村を襲撃した。
1683年、ジャン＝バティスト・コルベールは、ヴェルサイユに面した荘園をサン＝ジェルマン＝デ＝プレ修道院から購入し王家の狩猟地を広げるためラ・セルの村を買った。
人口が急増したのは、第二次世界大戦後の復興期からである。
1955年11月6日、当時の首相アントワーヌ・ピネーは、亡命していたモロッコのスルタンムハンマド（のちのモロッコ王ムハンマド5世）とラ・セル＝サン＝クルーにて協定を結んだ。協定の内容には、ムハンマドの叔父ムハンマド・イブン・アラファから実権を取り戻し帰国することが盛り込まれていた。この協定はモロッコ独立に向けた通過地点ともなった。

## 交通
- 道路 - オートルート A13
- 鉄道 - トランジリアンL線、ラ・セル＝サン＝クルー駅、ブージヴァル駅

## 建築物

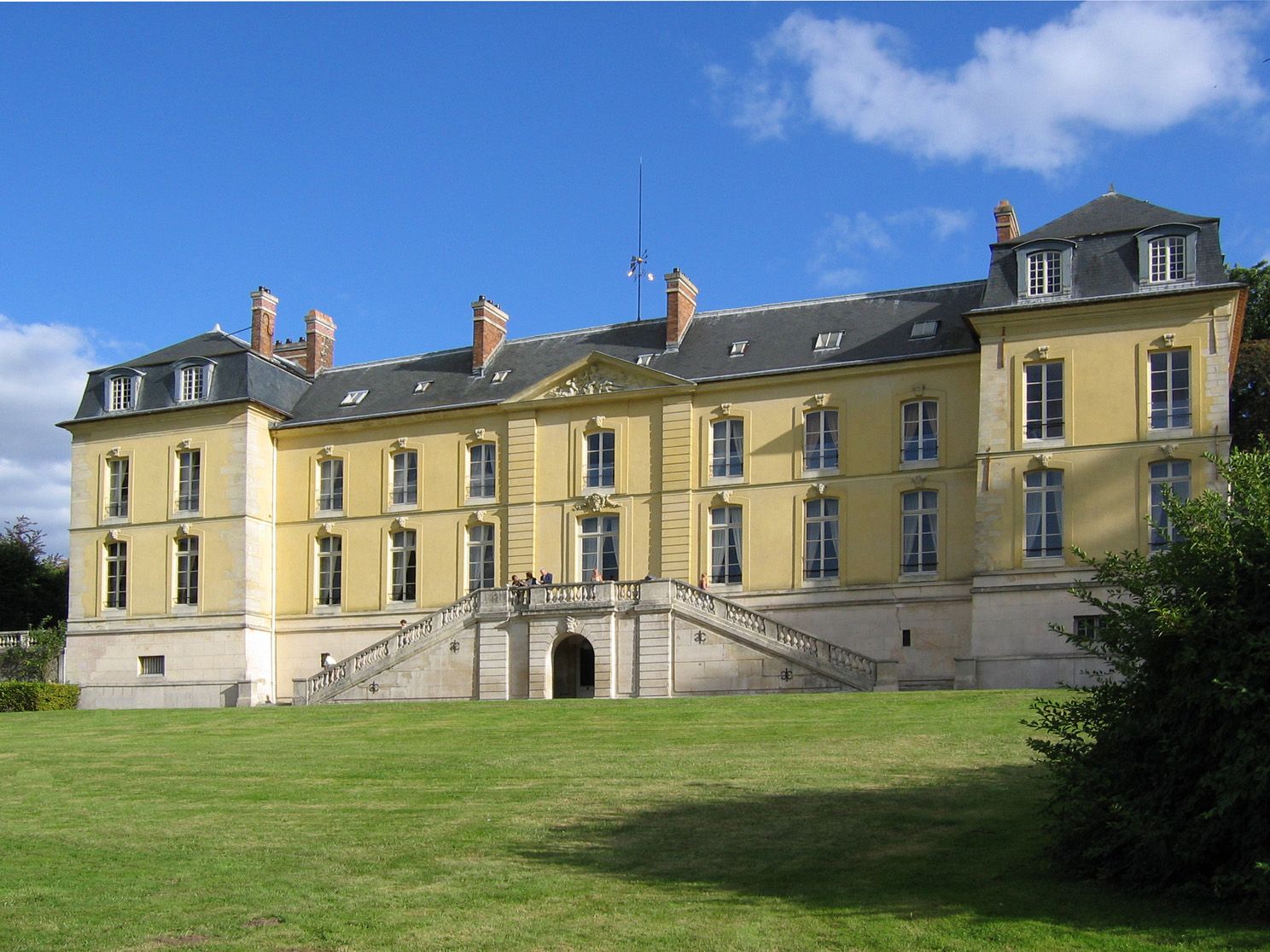
Le château de La Celle
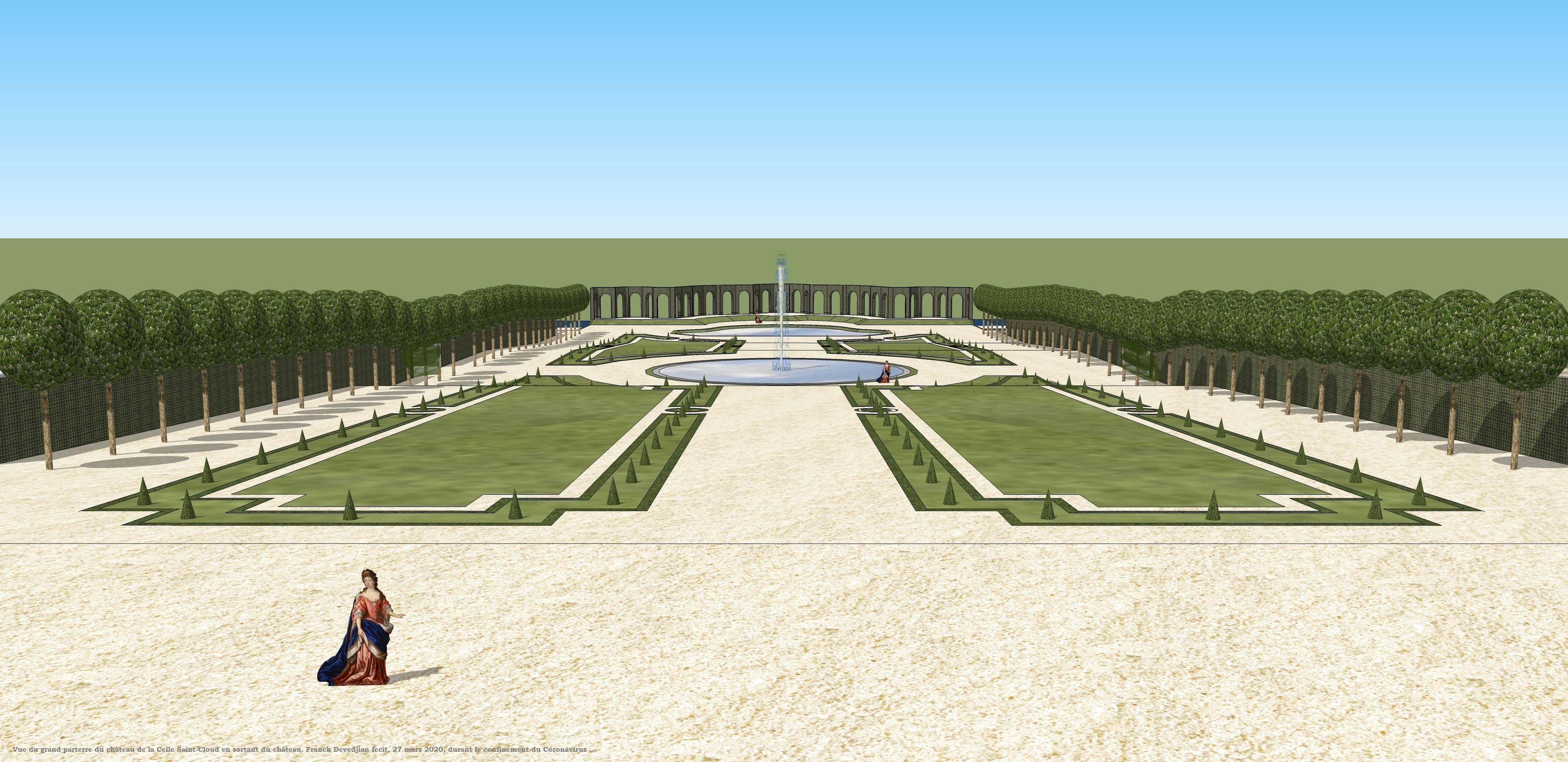
ラ・セル城の18世紀当時の大花壇の復元3D（Vue restituée sur le grand parterre du château de la Celle Saint-Cloud au XVIIIe siècle.）
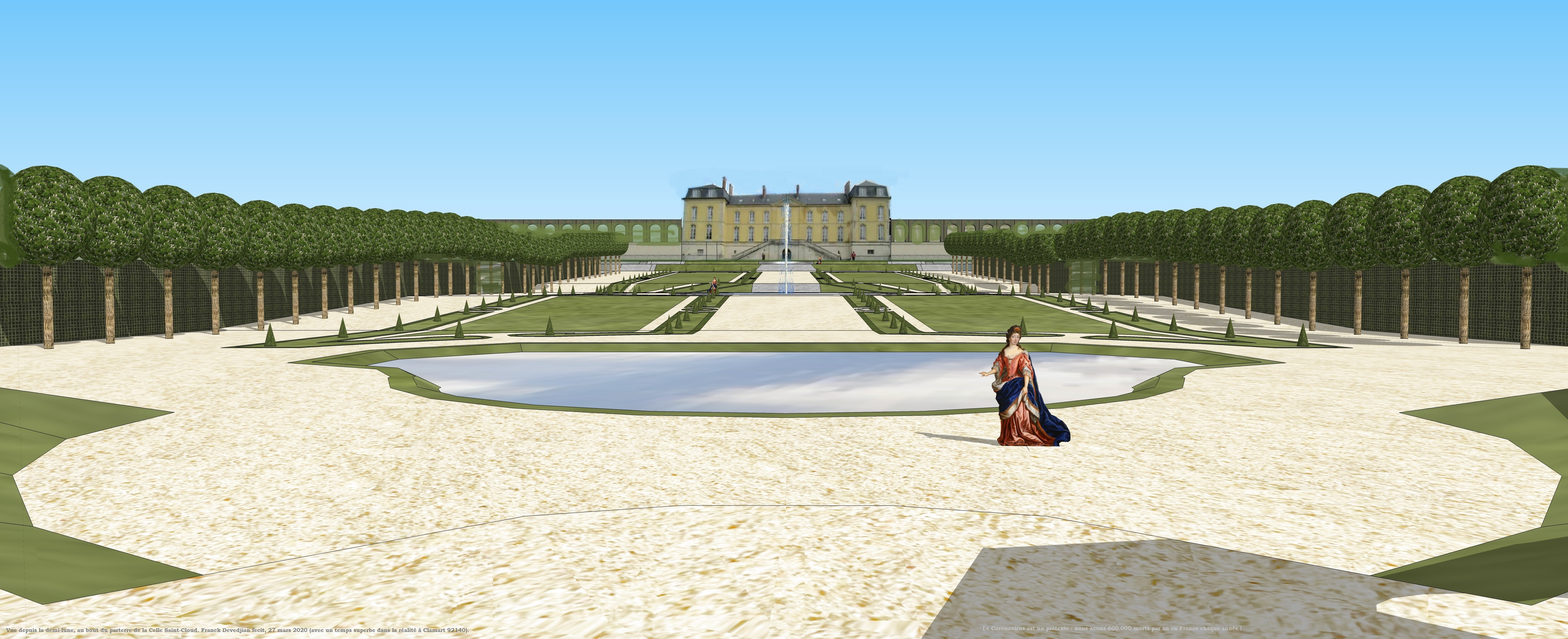
同上（Vue restituée depuis la demi-lune au bout du parterre du château de La Celle, XVIIIe siècle.）
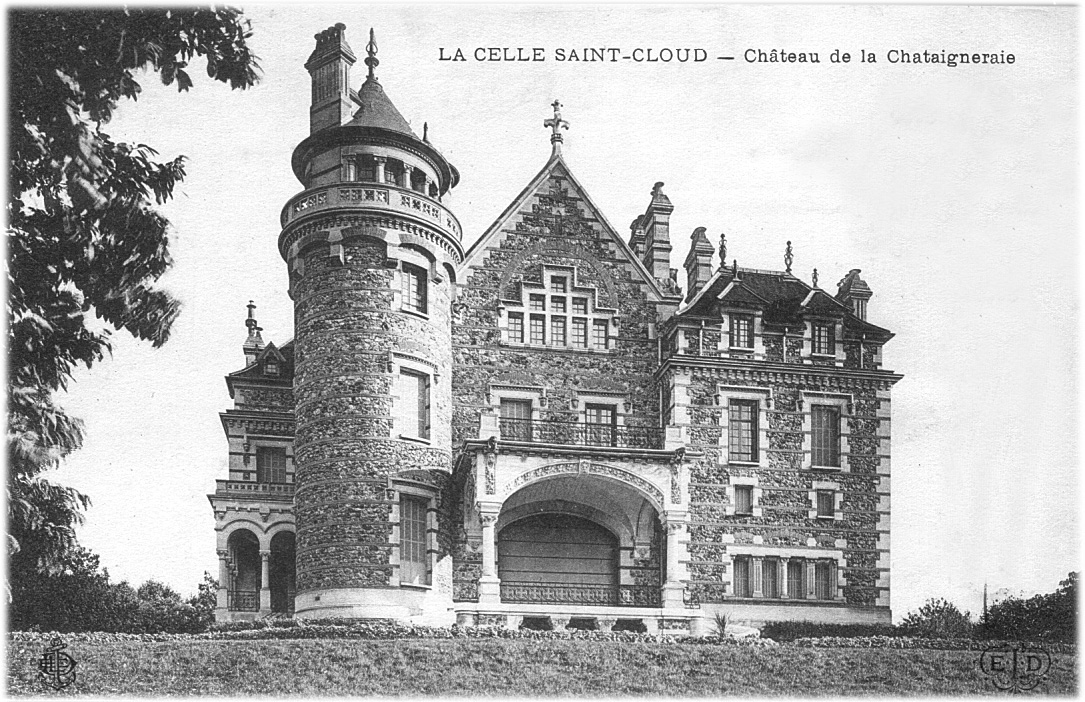
シャテニュレ城（Château de la Châtaigneraie）
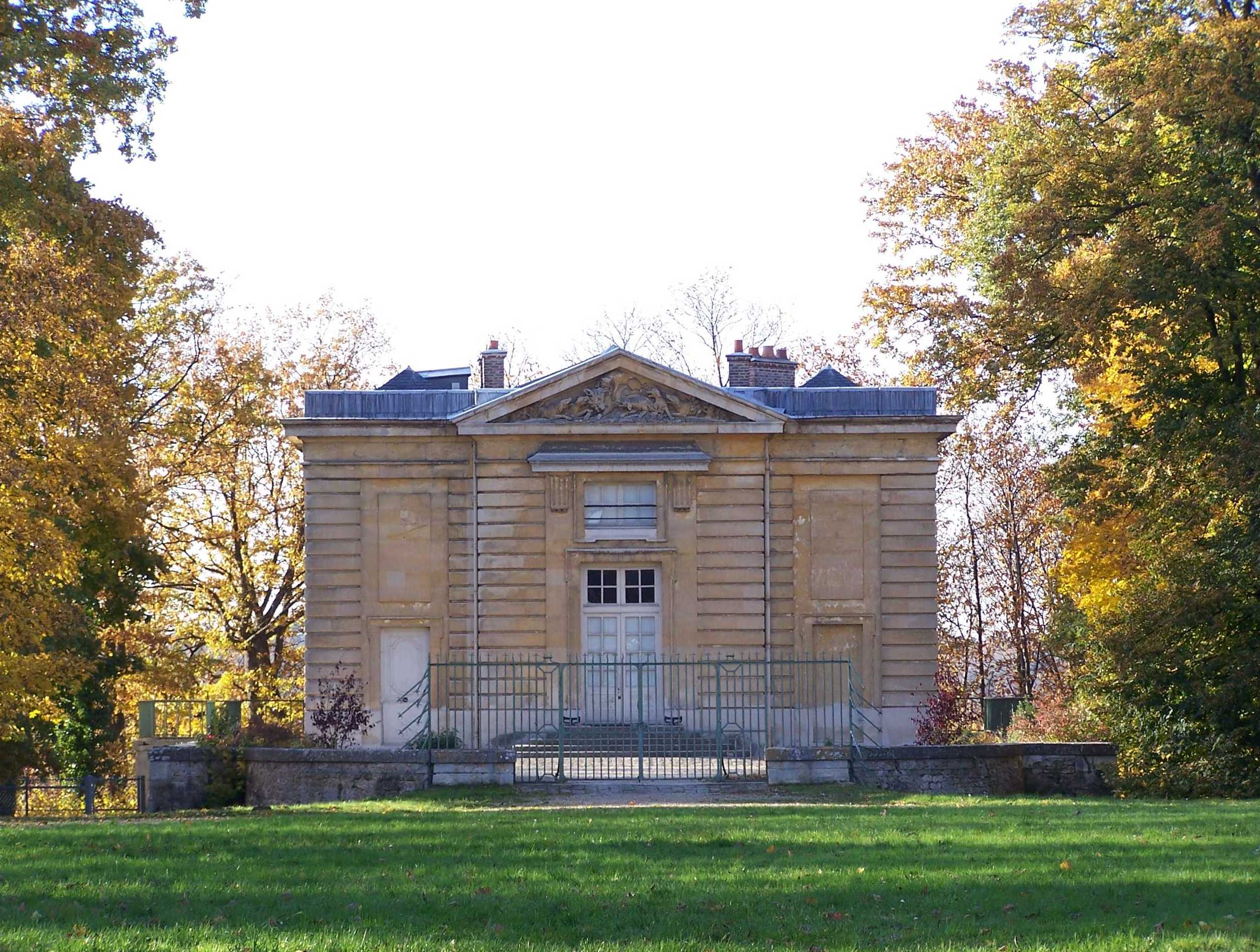
1750-1754年にルイ15世のためにアンジュ＝ジャック・ガブリエルが築造した狩猟小屋パヴィヨン・デュ・ブュター(ル)（Le pavillon du Butard）。ヴェルサイユ宮殿近郊にある。
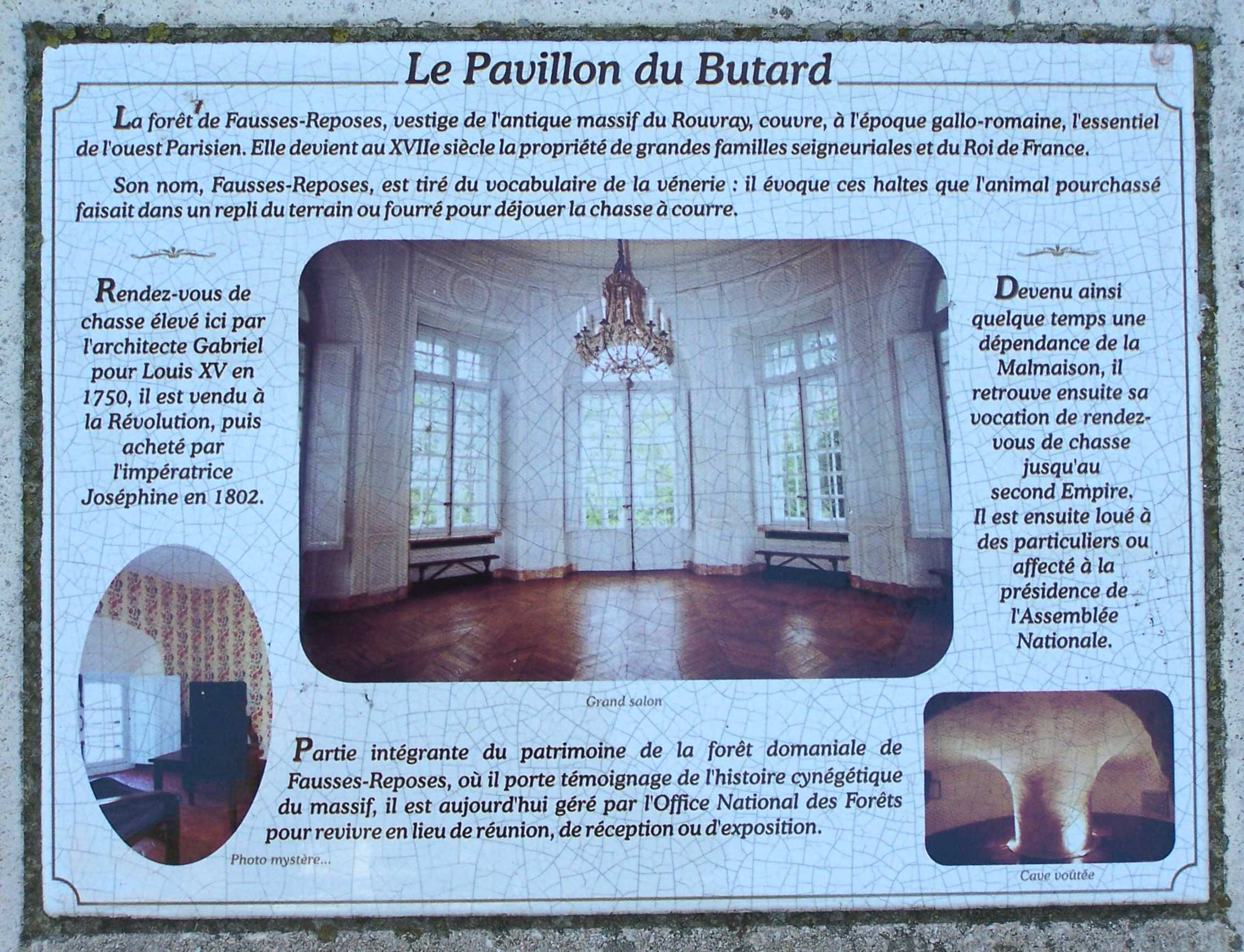
Panneau d'information sur le pavillon du Butard.
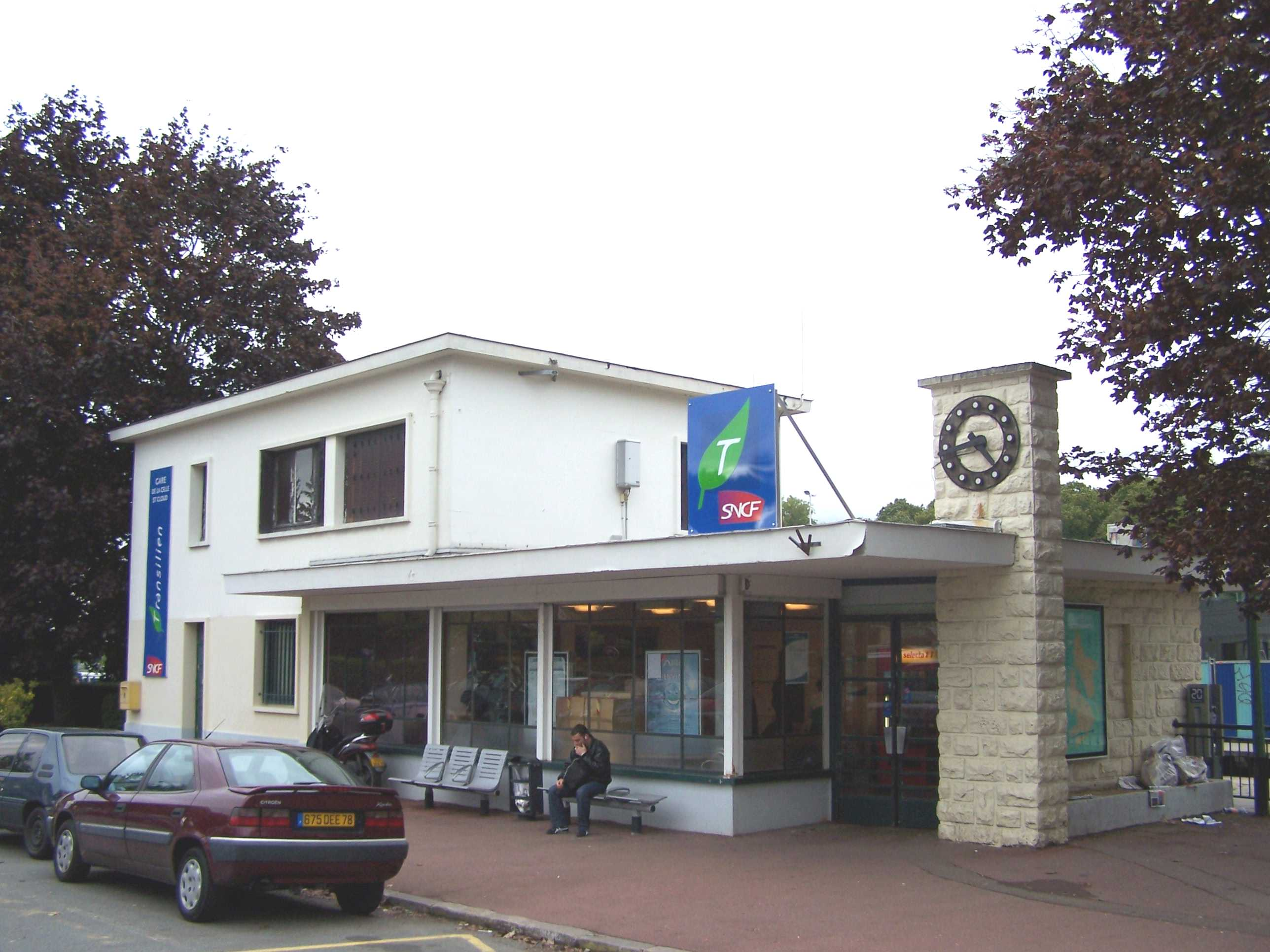
ラ・セル＝サン＝クルー駅（La gare de La Celle-Saint-Cloud）
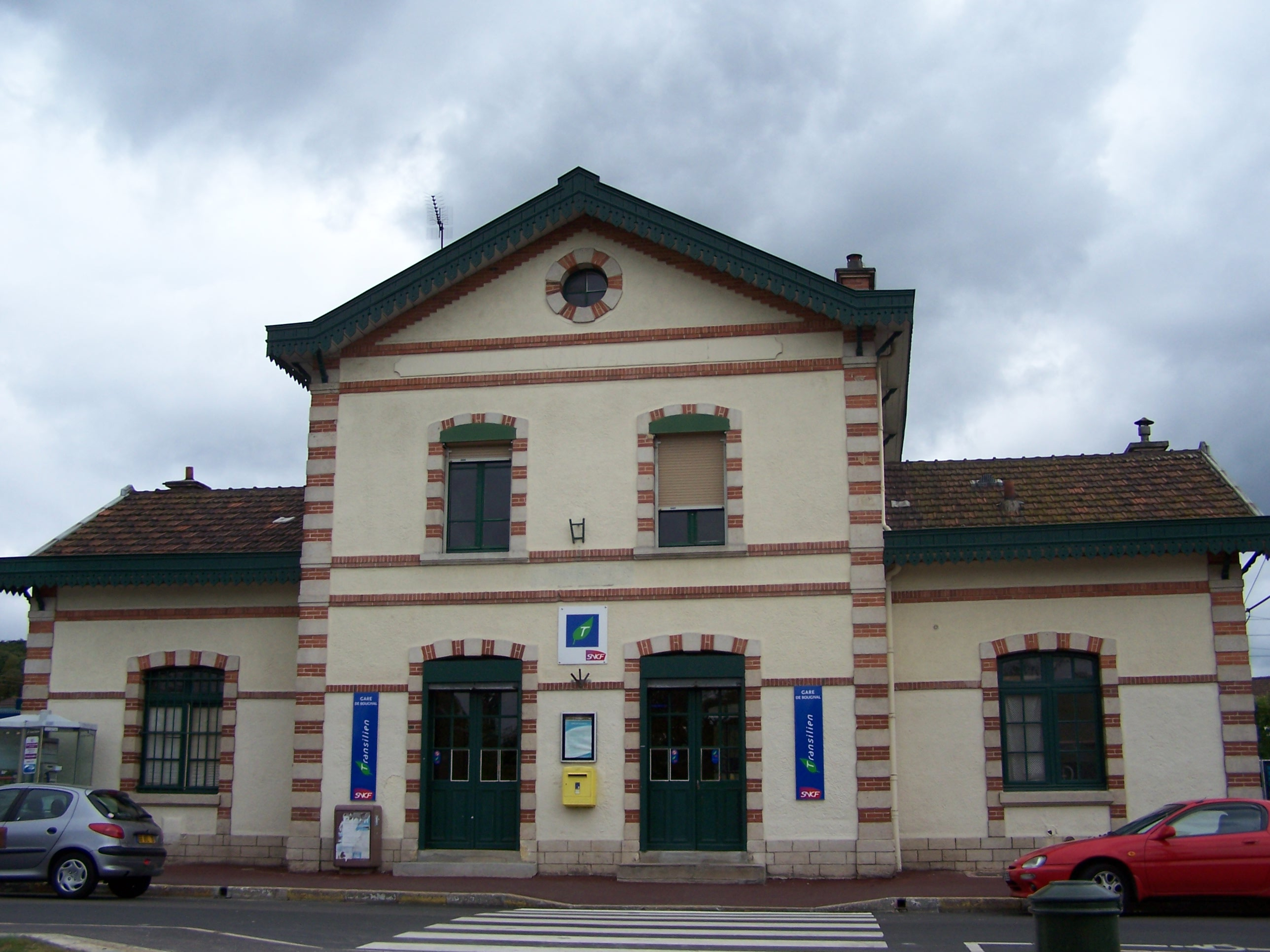
ラ・セル内にあるブージヴァル駅（La gare de Bougival (sur le territoire de la commune de La Celle-Saint-Cloud).）
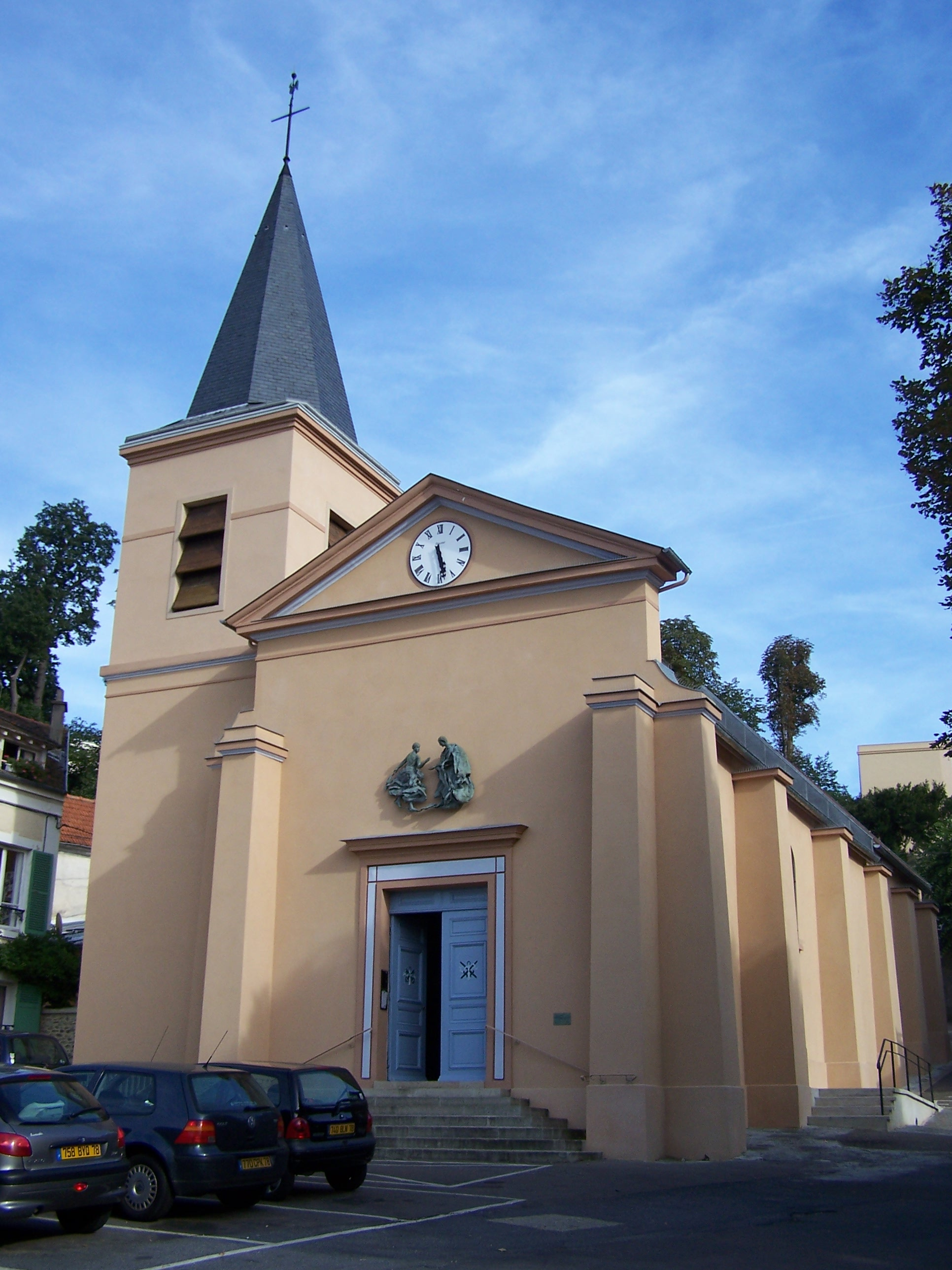
L'église Saint-Pierre-Saint-Paul.

- ラ・セル城 - 元は修道院。17-18世紀にかけたルイ14世の時代、ラ・ロシュフーコー公爵により改修完成され、1748年にはポンパドゥール夫人が所有した。現在はフランス外務省所有。1958年夏には、ミシェル・ドゥブレ（第五共和政初代首相、フランス国立行政学院 (ENA) 創設者）らシャルル・ド・ゴールの閣僚らが昼夜この城に籠もり、フランス第五共和政憲法草案を起草した。但し、ドゥブレのみパリ16区の自宅とを往復していた[2]。
- シャテニュレ城 - 19世紀に政治家エドモン・ブランが建設。

## 姉妹都市
- ベックム、ドイツ
- セッタト、モロッコ

## 出身者
- ヒレア・ベロック - 作家
- リュディヴィーヌ・サニエ - 女優
- シリル・ディアバテ - 格闘家
- オードレ・アズレ - 現UNESCO事務局長、元フランス文化省大臣